# Ecorregión del Cerrado

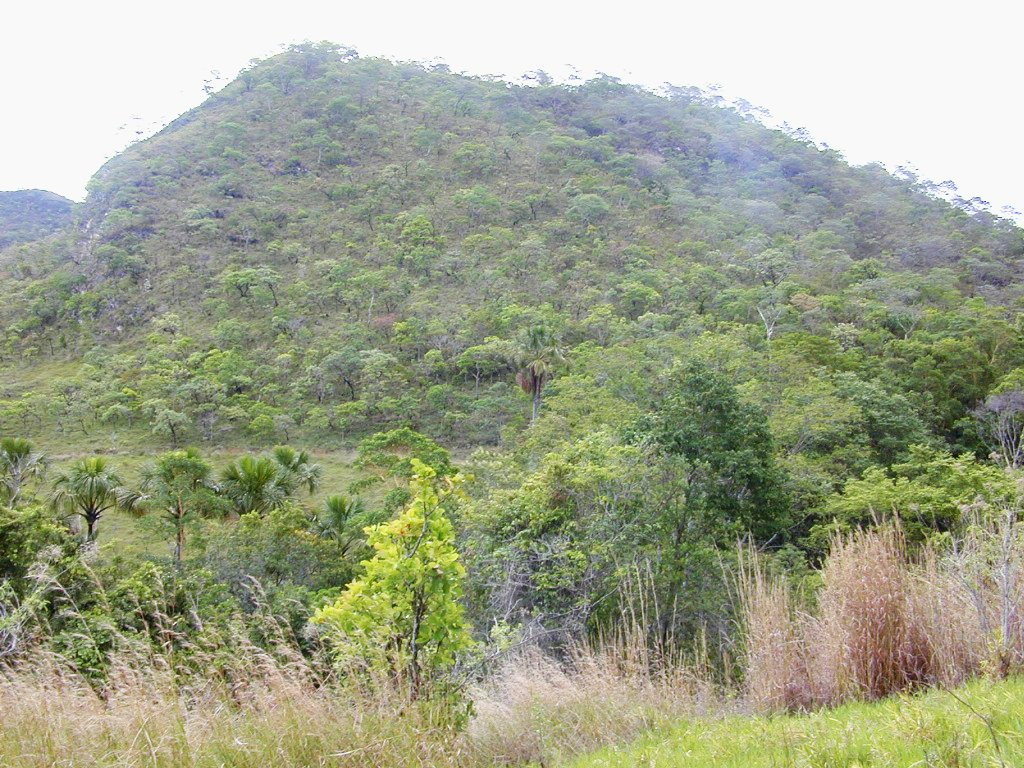
Cerrado en Pirenópolis (Goiás).

El Cerrado (portugués: "espeso", "denso") es una amplia ecorregión de sabana tropical de Brasil.
El Cerrado cubre 1.916.900 km² en el que se incluye el estado de Goiás, el Distrito Federal, la mayor parte de Mato Grosso, Mato Grosso do Sul y el estado de Tocantins, la parte occidental de Minas Gerais y Bahía, la parte sur de Maranhão y Piauí, partes pequeñas de São Paulo y Paraná. Este ecosistema ocupa el 22% del área de Brasil, aun mayor que la superficie de Alaska. El Cerrado se extiende, así mismo, en el este de Bolivia, en el noreste y centro de Paraguay, alcanzando por el sur, ya algo menos diverso, el Parque provincial Teyú Cuaré y alrededores, en Misiones (Argentina), según recientes investigaciones en las cuales se abordó la notable afinidad de la flora vascular y la fauna de vertebrados de esta área protegida con respecto al Cerrado sensu stricto.
Durante el Holoceno temprano, la vegetación correspondiente al cerrado se expandió y ocupó una superficie mayor que la actual.  
Hoy existen "islas" de cerrado en el área de selvas semicaducas de la mata atlántica, que serían el remanente de esta mayor área de distribución de la vegetación de Cerrado alcanzada hace 10.000-7000 años.
Esta región natural limita al norte con la región de la Amazonia y al oeste y suroeste con el Gran Chaco respecto al cual mantiene grandes semejanzas florifaunísticas y paisajísticas.
El cerrado se caracteriza por una enorme biodiversidad de plantas y animales, pero esta riqueza natural está progresivamente amenazada por los monocultivos; (particularmente por el de la soja), la expansión de la agricultura en general, y la quema de la vegetación para hacer carbón vegetal.
Dependiendo de su concentración de vegetación y de las condiciones de vida del lugar, puede presentar variaciones diferenciadas denominadas de Cerradão, Campo Limpio y Cerrado, intercalado por formaciones de selva, várzeas, campos rupestres, y otros.
Otras variaciones incluyen: cerrado en sentido amplio, campo sucio, campo cerrado, cerrado en sentido estricto, cerrado rupestre, mata seca o mata mesofítica, mata de galería, mata ciliar, vereda y parque cerrado.
A pesar del hecho de que de este ecosistema mucho ya se ha perdido, Norman Borlaug, laureado Premio Nobel de la Paz, ha descrito el cerrado como una de las últimas fronteras de la tierra de zonas vírgenes con posibilidad de ser arables para la expansión de la agricultura. 

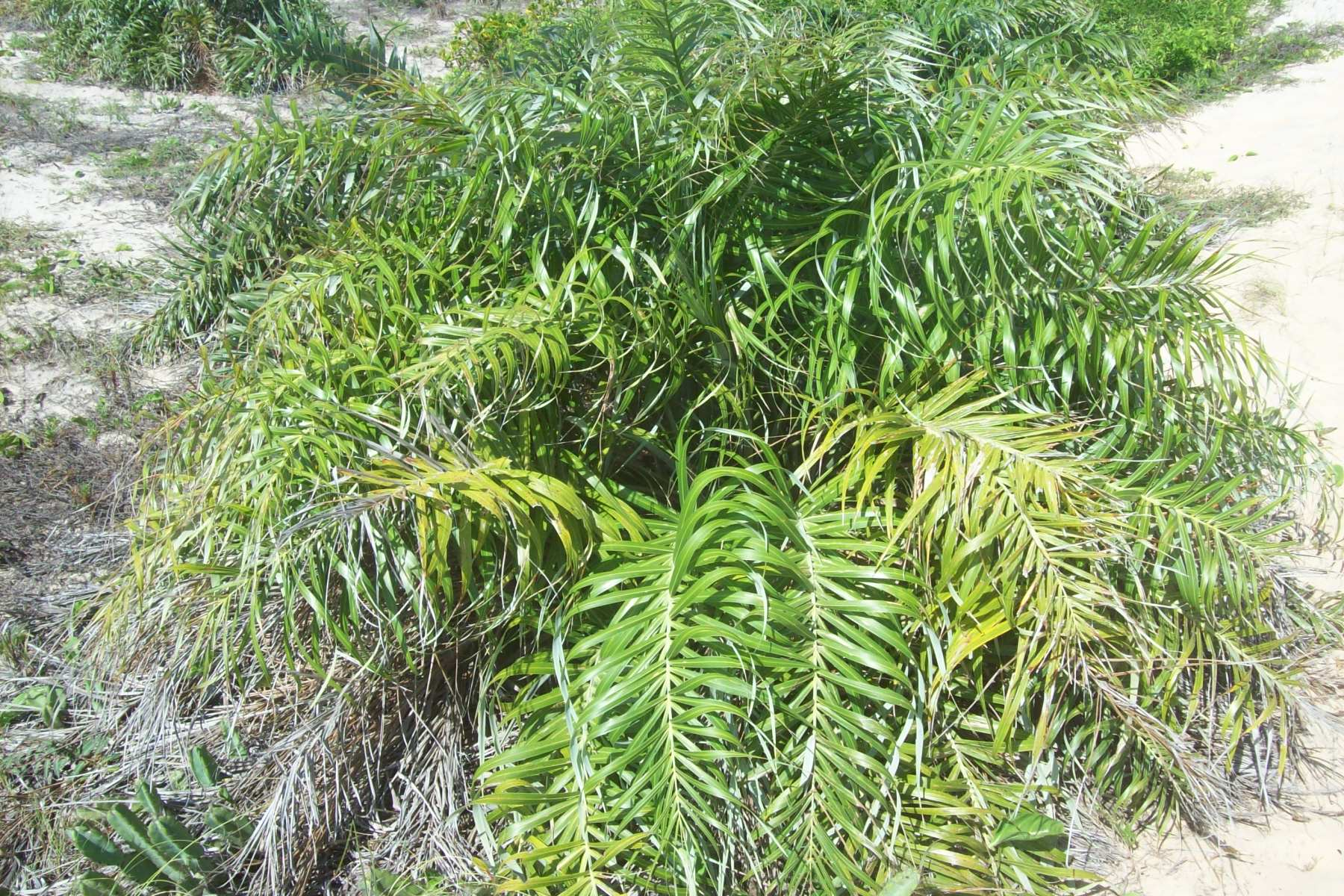
Allagoptera, género de palmas enanas típicas del Cerrado.

## Clima
El clima del Cerrado es típico de las regiones de sabana más húmedas del mundo, con un clima tropical semihúmedo. El Cerrado se limita a dos estaciones dominantes durante todo el año, húmeda y seca. Las temperaturas anuales del Cerrado promedian entre 22 y 27 °C y la precipitación promedio entre 800 y 2000 mm en más del 90 % del área. Esta ecorregión tiene una estación seca muy fuerte durante el invierno austral (aproximadamente de abril a septiembre).

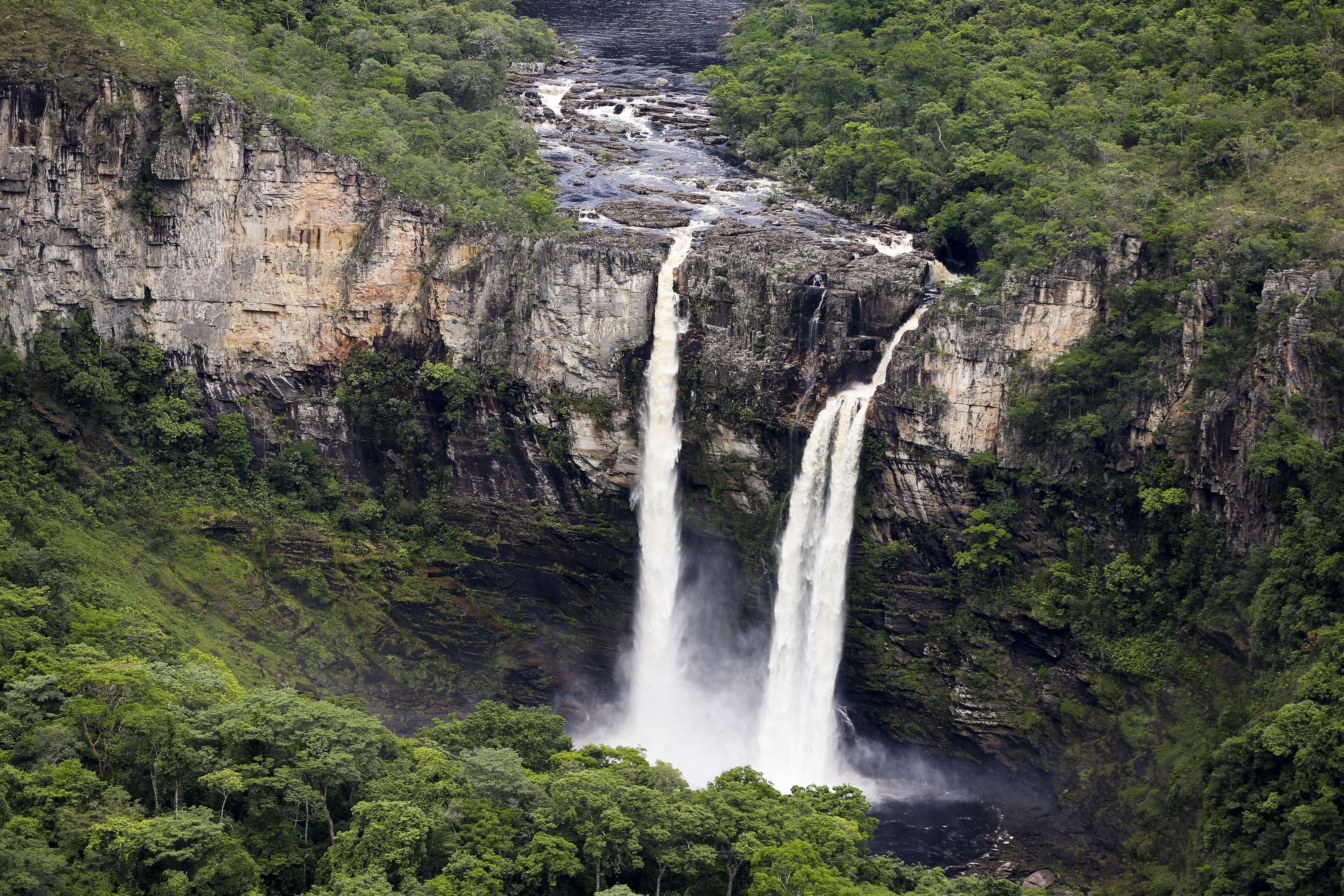
Vegetación verde durante el verano, Chapada dos Veadeiros, Goiás, Brasil

## Flora
.

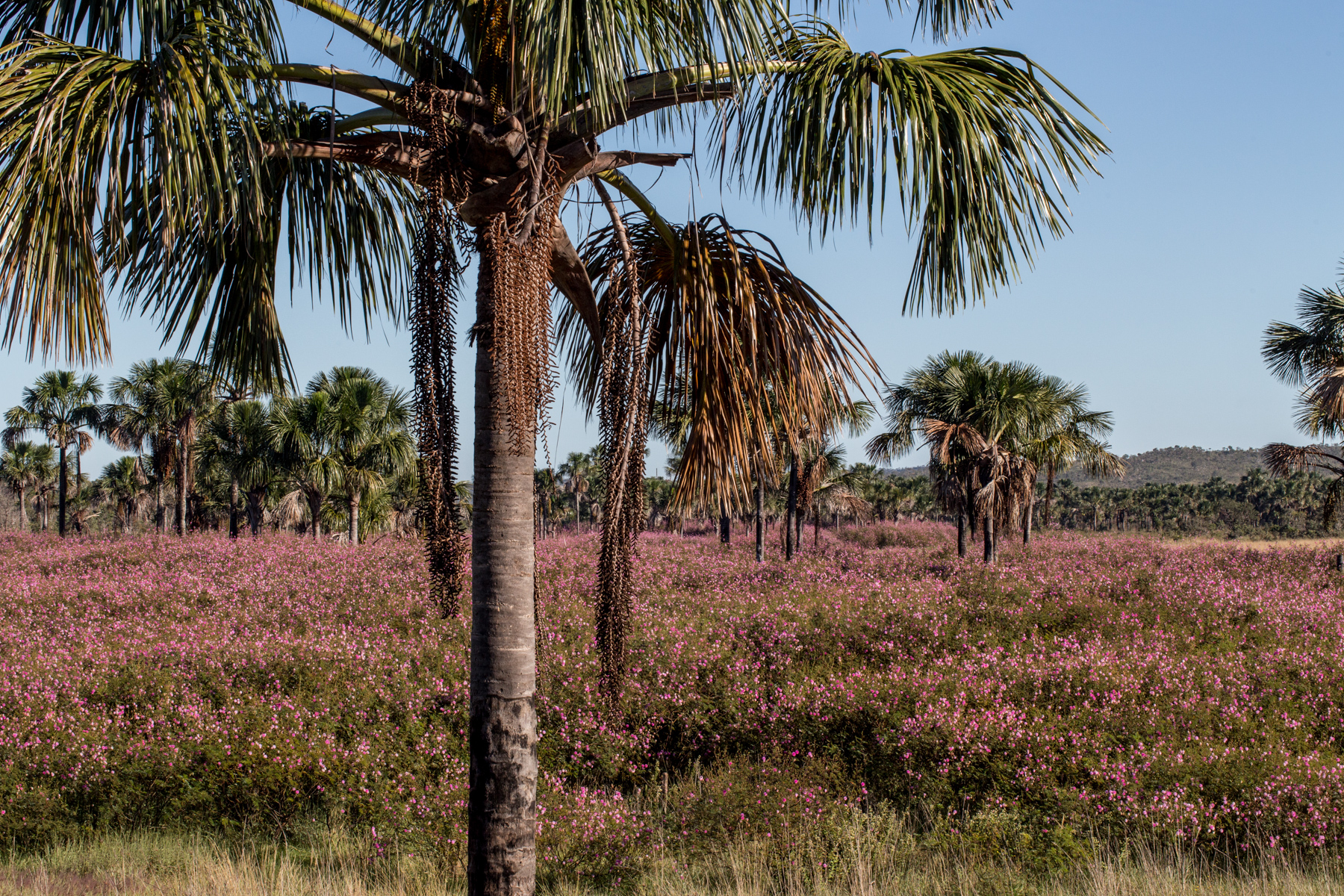
Campos de flores en flor durante la primavera, Chapada dos Veadeiros, Goiás, Brasil

El Cerrado se caracteriza por tipos de vegetación únicos. Se compone de un mosaico cambiante de hábitats, con el propio cerrado tipo sabana en zonas bien drenadas entre franjas de bosque de galería (bosque alto de dosel cerrado) que se dan a lo largo de los arroyos. Entre el cerrado y la selva en galería se encuentra una zona de vegetación conocida como campo húmedo, con bordes bien definidos hacia arriba y hacia abajo, donde el crecimiento de los árboles se ve inhibido debido a las grandes fluctuaciones estacionales del nivel freático.
La parte de sabana del Cerrado es heterogénea en términos de cubierta de copas. Goodland (1971) dividió el Cerrado en cuatro categorías que van de menor a mayor cobertura de dosel: campo sujo (capa herbácea con pequeños árboles ocasionales de unos 3 m de altura), campo cerrado (densidad ligeramente mayor de árboles de unos 4 m de altura media), cerrado sensu stricto (vegetación tipo huerto con árboles de unos 6 m de altura) y cerradão (cubierta de copas cercana al 50% con una altura general de 9 m).
Entre las familias de árboles más diversas del Cerrado se encuentran las Leguminosae (153 spp.), Malpighiaceae (46), Myrtaceae (43), Melastomataceae (32), y Rubiaceae (30). Gran parte del Cerrado está dominado por las Vochysiaceae (23 especies en el Cerrado) debido a la abundancia de tres especies del género Qualea. El estrato herbáceo suele alcanzar unos 60 cm de altura y está compuesto principalmente por las Poaceae, Cyperaceae, Leguminosae, Compositae, Myrtaceae y Rubiaceae. Gran parte de la vegetación de los bosques de galería es similar a la de los bosques húmedos cercanos; sin embargo, hay algunas especies endémicas que sólo se encuentran en los bosques de galería del Cerrado.
Se cree que la fertilidad del suelo, el régimen de incendios y la hidrología son los factores que más influyen en la vegetación de la sabana. Los suelos de la sabana siempre están bien drenados y la mayoría son oxisoles con pH bajo y bajo contenido en calcio y magnesio. Se ha descubierto que la cantidad de potasio, nitrógeno y fósforo está positivamente correlacionada con el área basal del tronco de los árboles en los hábitats de cerrado. Al igual que en otras praderas y sabanas, el fuego es importante para mantener y modelar el paisaje del Cerrado; muchas plantas del Cerrado están adaptadas al fuego y presentan características como una corteza gruesa y corchosa para soportar el calor.
Se cree que la vegetación de sabana es antigua, que se remonta quizás a una forma prototípica del Cretácico, antes de que África y Sudamérica se separaran. Es probable que históricamente se haya producido una dinámica de expansión y contracción entre el cerrado y la selva amazónica, con expansión del cerrado durante períodos glaciares como el Pleistoceno. Estos procesos y la fragmentación resultante en múltiples refugios han contribuido probablemente a la elevada riqueza de especies tanto del Cerrado como de la selva amazónica.

## Fauna

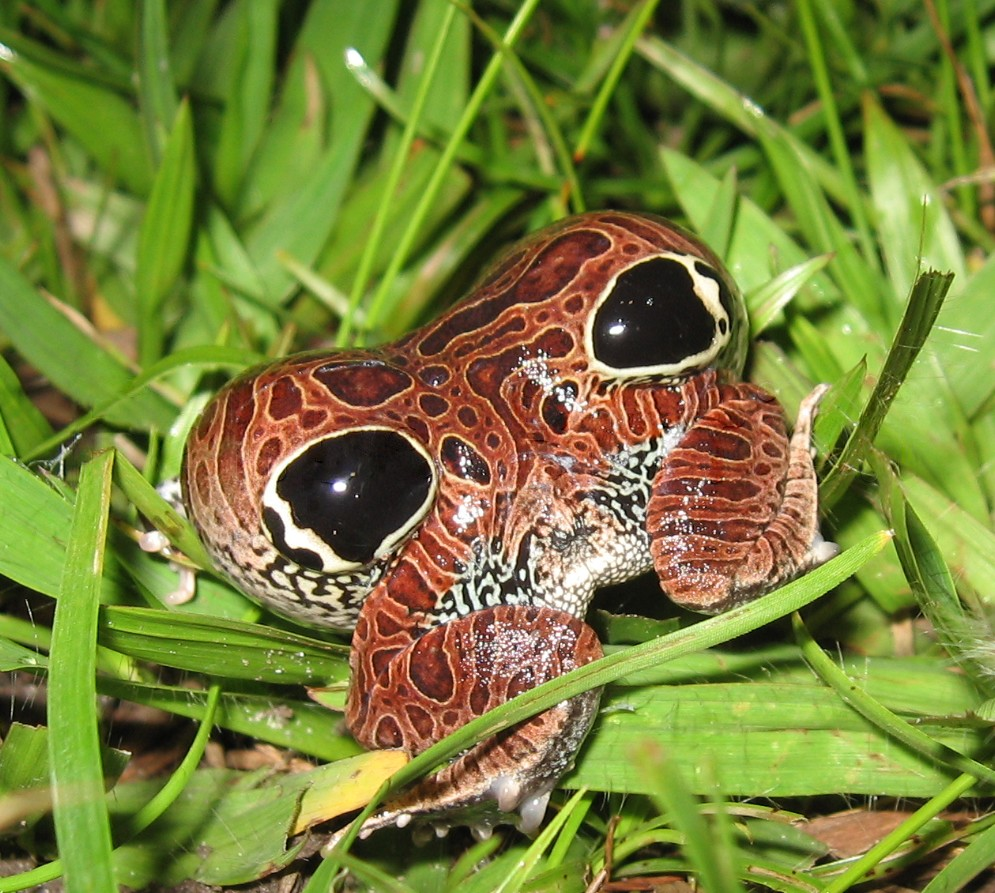
La especie de rana Physalaemus nattereri (se muestra la vista posterior) se encuentra en el cerrado abierto, pero no en los bosques de galería adyacentes.

El cerrado cuenta con variedades de mamíferos, aves y reptiles como el oso hormiguero (Myrmecophaga tridactyla), el ñandú (Rhea americana), y una subespecie del venado de cola blanca sin identificar, posiblemente un venado de las pampas (Ozotoceros bezoarticus) más norteño, así como también carnívoros como el lobo de crin (Chrysocyon brachyurus), el lagarto tegu (Tupinambis teguixin), las boas constrictor, Chimachima (Milvago chimachima), caracaras, y buitres negros (Coragyps). Entre otras formas de vida predominantes en el área, hay también múltiples colonias de termitas en los pastizales de Cerrado.
El Cerrado tiene una gran diversidad de vertebrados, con 150 especies de anfibios, 120 especies de reptiles, 837 especies de aves, y 161 especies de mamíferos registradas. En general, se cree que la diversidad de lagartos es relativamente baja en el Cerrado en comparación con otras zonas como la caatinga o la selva tropical de tierras bajas, aunque un estudio reciente encontró 57 especies en un área de cerrado con la alta diversidad impulsada por la disponibilidad de hábitat abierto. Ameiva ameiva es uno de los lagartos más grandes que se encuentran en el Cerrado y es el depredador de lagartos más importante donde se encuentra en el Cerrado. Hay una diversidad relativamente alta de serpientes en el Cerrado (22-61 especies, dependiendo del sitio) con Colubridae siendo la familia más rica. La naturaleza abierta de la vegetación del cerrado muy probablemente contribuye a la alta diversidad de serpientes. La información sobre los anfibios del Cerrado es extremadamente limitada, aunque el Cerrado probablemente tiene un conjunto único de especies con algunas endémicas de la región.
La mayoría de las aves que se encuentran en el Cerrado se reproducen allí, aunque hay algunos migrantes australes (se reproducen en zonas templadas de América del Sur e invernan en la cuenca del Amazonas) y migrantes neárticos (se reproducen en zonas templadas de América del Norte e invernan en el Neotrópico) que pasan por allí. La mayoría de las aves que se reproducen en el Cerrado se encuentran en zonas de dosel más cerrado, como los bosques de galería, aunque el 27 % de las aves se reproducen sólo en hábitats abiertos y el 21 % se reproducen tanto en hábitats abiertos como cerrados. Muchas de las aves del Cerrado, especialmente las que se encuentran en bosques cerrados, están emparentadas con especies de la selva atlántica y también de la selva amazónica. El águila coronada solitaria, guacamayo jacinto, tucán toco, ibis cuellinegro, tinamú enano y esmerejón brasileño son ejemplos de aves encontradas en el Cerrado.
Los bosques de galería sirven de hábitat primario para la mayoría de los mamíferos del Cerrado, al disponer de más agua, estar protegidos de los incendios que arrasan el paisaje y tener un hábitat más estructurado. Once especies de mamíferos son endémicas del Cerrado. Entre las especies notables se incluyen grandes herbívoros como el tapir brasileño y el venado de las pampas y grandes depredadores como el lobo de crin, el puma, el jaguar, la nutria gigante, el ocelote, la pantera negra y el jaguarundi. Aunque la diversidad es mucho menor que en la Amazonía y la Mata Atlántica adyacentes, están presentes varias especies de monos, como el capuchino de rayas negras, el mono aullador negro y el tití de penacho negro.
Los insectos del Cerrado están relativamente poco estudiados. Un estudio de un año de duración sobre el Cerrado en una reserva de Brasil descubrió que los órdenes Coleoptera, Hymenoptera, Diptera e Isoptera representaban el 89,5% de todas las capturas. El Cerrado también soporta una alta densidad (hasta 4000 por hectárea) de nidos de hormigas cortadoras de hojas (saúvas), que también son muy diversas. Junto con las termitas, las hormigas cortadoras de hojas son los principales herbívoros del Cerrado y desempeñan un papel importante en el consumo y descomposición de la materia orgánica, además de constituir una importante fuente de alimento para muchas otras especies animales. La mayor diversidad de insectos agalladores (insectos que construyen agallass) del mundo también se encuentra en el Cerrado, con el mayor número de especies (46) en la base del [Parque nacional de la Sierra del Cipó|Sierra del Cipó]] en el sureste de Brasil.

## Ríos
El bioma de Cerrado es estratégico para los recursos hídricos de Brasil. El bioma contiene las cabeceras y la mayor parte de las cuencas hidrográficas de América del Sur (las cuencas de los ríos Paraná-Paraguay, Araguaia-Tocantins y São Francisco) y las cuencas superiores de los grandes afluentes del Amazonas, como el Xingu y Tapajós. Durante las últimas cuatro décadas, las cuencas de los ríos Cerrado han sido fuertemente impactadas por la deforestación extrema, la expansión de la frontera agrícola y ganadera, la construcción de presas y la extracción de agua para riego.